# グァンタナモ州
グアンタナモ州（グアンタナモしゅう、Provincia de Guantánamo）はキューバ東部に位置する州（地方 行政区分）のうちのひとつである。州都はグアンタナモ。グアンタナモ湾の周囲にはグァンタナモ米軍基地が存在する。

## 歴史
グアンタナモの建築、文化は、キューバの他の地域とは異なる。1764年スペイン人最初の移民はカタルーニャ地方北東部のアルト・アンプルダー出身のカタルーニャ人であった。イギリス軍がこの地域を40年に渡り支配し、スコットランドやアイルランドからの移民が、スペイン当局に対して一定の支配力を持っていた。1805年、ハイチ革命の影響によりフランス人がサン＝ドマングからの退去を余儀なくされ、35,000人のフランス人居住者は、キューバに土地を与えられたグアンタナモ地域に居住し、コーヒーやカカオの生産者となった。この影響により、フランス領アメリカのルイジアナ州のニューオリンズと肩を並べるような多くの建築物が建てられた。1959年のキューバ革命以前、グアンタナモのカーニバルは、キューバ国内で有名であった。

## 隣接州
- サンティアーゴ・デ・クーバ州
- オルギン州

## 自治体
| 自治体名                         | 人口 (2004) | 面積 (km²) | 位置                                                              | 備考 |
| -------------------------------- | ----------- | ---------- | ----------------------------------------------------------------- | ---- |
| バラコーア                       | 81794       | 977        | 北緯20度21分2秒 西経74度30分37秒 / 北緯20.35056度 西経74.51028度  |      |
| カイマネーラ                     | 10562       | 366        | 北緯19度59分42秒 西経75度09分35秒 / 北緯19.99500度 西経75.15972度 |      |
| エル・サルバドール               | 45662       | 637        | 北緯20度12分35秒 西経75度13分22秒 / 北緯20.20972度 西経75.22278度 |      |
| グアンタナモ                     | 244603      | 741        | 北緯20度08分13秒 西経75度12分50秒 / 北緯20.13694度 西経75.21389度 | 州都 |
| イミーアス                       | 20959       | 524        | 北緯20度04分37秒 西経74度39分6秒 / 北緯20.07694度 西経74.65167度  |      |
| マイシー                         | 28276       | 525        | 北緯20度14分36秒 西経74度09分21秒 / 北緯20.24333度 西経74.15583度 |      |
| マヌエル・タメス                 | 14200       | 526        | 北緯20度10分50秒 西経75度03分5秒 / 北緯20.18056度 西経75.05139度  |      |
| ニセート・ペレス                 | 17783       | 640        | 北緯20度07分40秒 西経75度20分31秒 / 北緯20.12778度 西経75.34194度 |      |
| サン・アントーニオ・デル・スール | 26509       | 585        | 北緯20度03分25秒 西経74度48分28秒 / 北緯20.05694度 西経74.80778度 |      |
| ジャテーラス                     | 20358       | 664        | 北緯20度21分1秒 西経74度55分27秒 / 北緯20.35028度 西経74.92417度  |      |